# ژانگ شیانگشیانگ
ژانگ شیانگشیانگ (انگلیسی: Zhang Xiangxiang؛ زادهٔ ۱۶ ژوئیه ۱۹۸۳) وزنه‌بردار اهل چین است.
وی در مسابقات کشوری و بین‌المللی در مجموع برندهٔ ۴ مدال طلا، ۱ مدال نقره، ۱ مدال برنز شده‌است.